# گاوین هنسن
گاوین هنسن (رومانیایی: Gavin Henson؛ زادهٔ ۱ فوریهٔ ۱۹۸۲) بازیکن راگبی ۱۵ نفره اهل بریتانیا است.
او از سال ۲۰۰۰ فعالیت حرفه‌ای خود را آغاز کرده‌است.